# Ove Krogh Rants
Ove Krogh Rants (nascido em 14 de agosto de 1925) é um ex-ciclista dinamarquês que participava em competições de ciclismo de pista. Nas Olimpíadas de Helsinque 1952, Rants terminou em décimo competindo na prova de velocidade.